# Cirsium palustre

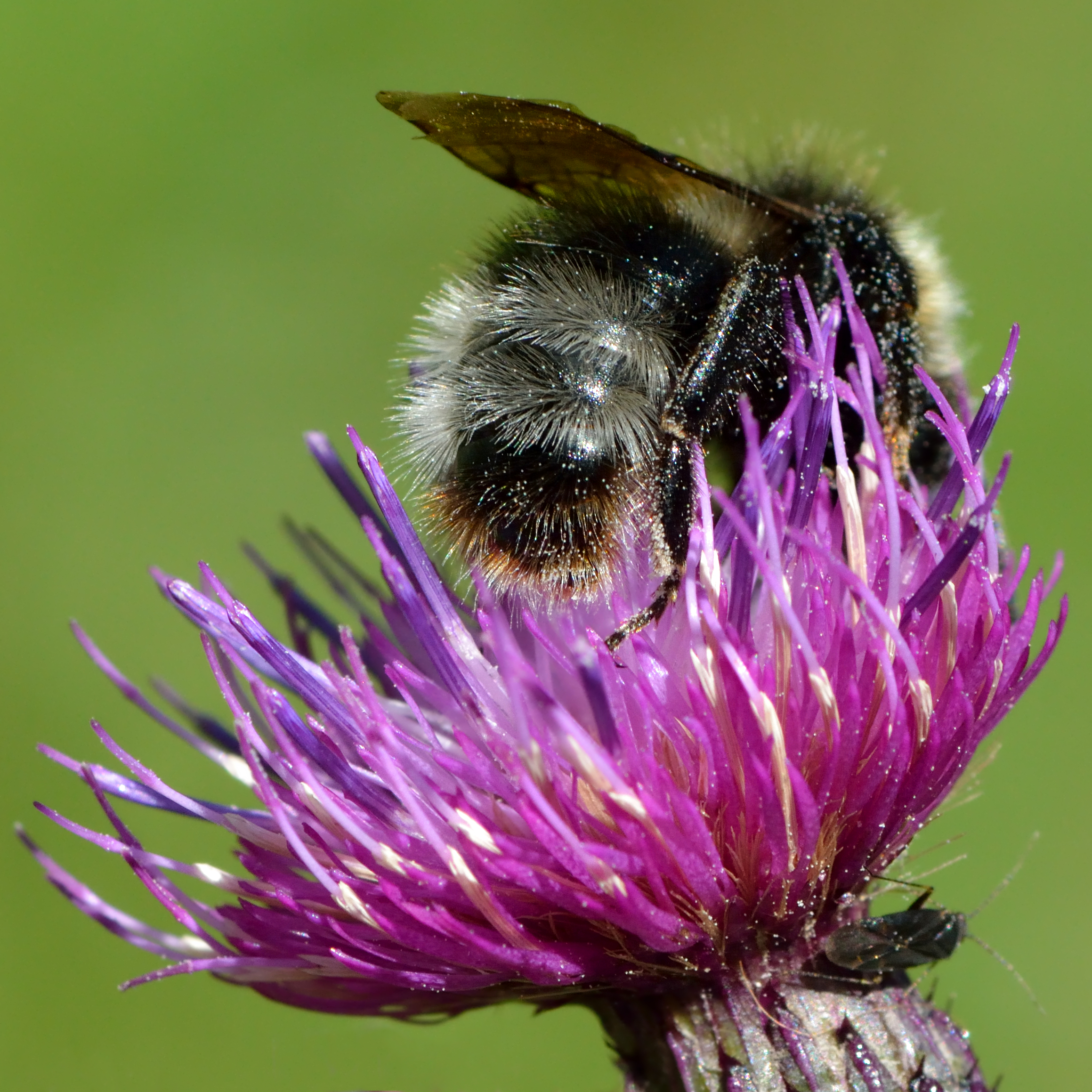

Cirsium palustre é uma espécie de planta com flor pertencente à família Asteraceae. 
A autoridade científica da espécie é (L.) Scop., tendo sido publicada em Flora Carniolica, Editio Secunda 2: 128. 1772.
O seu nome comum é cardo-palustre.

## Portugal
Trata-se de uma espécie presente no território português, nomeadamente em Portugal Continental.
Em termos de naturalidade é nativa da região atrás indicada.

## Protecção
Não se encontra protegida por legislação portuguesa ou da Comunidade Europeia.